# Region Pasco
Die Region Pasco [ˈpasko] (span. Región Pasco, Quechua Pasqu suyu) ist eine Verwaltungsregion in den zentralperuanischen Anden. Auf einer Fläche von 25.319 km² leben 304.200 Menschen (2015). Die Hauptstadt ist Cerro de Pasco, ein bedeutendes Bergbauzentrum Perus. In der Provinz Oxapampa finden sich einige Siedlungen die auf die Gründung von österreichischen und deutschen Auswanderern zurückzuführen sind.

## Provinzen
Die Region unterteilt sich in drei Provinzen und 28 Distrikte.
| Provinz                | Hauptstadt     |
| ---------------------- | -------------- |
| Daniel Alcides Carrión | Yanahuanca     |
| Oxapampa               | Oxapampa       |
| Pasco                  | Cerro de Pasco |